# Niederwerrn
Niederwerrn é um município da Alemanha, situado no distrito de Schweinfurt, no estado da Baviera. Tem 9,77 km² de área, e sua população em 2019 foi estimada em 8.289 habitantes.